# Rudolf Amenga-Etego
Rudolf Amenga-Etego é um advogado e ambientalista ganense. Ele recebeu o Prémio Ambiental Goldman em 2004 pelos seus esforços em manter o abastecimento de água acessível para a população e por fazer campanha contra a privatização da água no Gana.